# Acacia argentina
Acacia argentina é uma espécie de leguminosa do gênero Acacia, pertencente à família Fabaceae.